# Habrotrocha aspera
Habrotrocha aspera är en hjuldjursart som först beskrevs av David Bryce 1892.  Habrotrocha aspera ingår i släktet Habrotrocha och familjen Habrotrochidae. Inga underarter finns listade i Catalogue of Life.